# Aeroporto de Benedito Leite
O Aeroporto de Benedito Leite é um aeroporto brasileiro que fica localizado no km 6 da rodovia MA-371  no município de Benedito Leite, no Maranhão. Está a 1019 km de Brasília e a 1827 km da capital paulista. Sua pista possui 1000 metros em terra e é sinalizada.